# Municipio de Catorce
El municipio de Catorce es uno de los 59 municipios en que se encuentra dividido para su régimen interior el estado mexicano de San Luis Potosí, localizado al norte del estado y su cabecera es Real de Catorce, una antigua población minera.

## Geografía
El municipio de Catorce se encuentra localizado al norte del estado de San Luis Potosí, en la región del Altiplano, una de las tres en que se considera se divide el territorio estatal, su extensión territorial es de 1 865.99 kilómetros cuadrados, sus coordenadas extremas son 23° 22' - 23° 56' de latitud norte y 100° 48' - 101° 21' de longitud oeste, su altitud va de un mínimo de 1 700 a una máxima de 3 200 metros sobre el nivel del mar.
Limita al norte con el municipio de Vanegas, al noreste con el municipio de Cedral, al este con los municipios de Villa de la Paz y Villa de Guadalupe, al sur con el municipio de Charcas y al suroeste con el municipio de Santo Domingo; al noroeste limita con el estado de Zacatecas, en particular con el municipio de Mazapil.

## Demografía
De acuerdo al Censo de Población y Vivienda de 2010 realizado por el Instituto Nacional de Estadística y Geografía la población total del municipio de Catorce era de 9 716 personas, de las que 4 932 son hombres y 4 784 son mujeres. Al 2020 la población es de 9579 habitantes, lo que representa un decrecimiento promedio de -0.14 % anual en el período 2010-2020. Al año 2020 la densidad del municipio era de 4,925 hab/km².
| Gráfica de evolución demográfica de Municipio de Catorce entre 1950 y 2020               |
|                                                                                          |
| Fuente Instituto Nacional de Estadística y Geografía - Elaboración gráfica por Wikipedia |

### Localidades
Según el censo de 2010, la población del municipio se distribuía entre 121 localidades, de las cuales 118 eran pequeños núcleos urbanos de menos de 500 habitantes.
Las localidades con mayor número de habitantes y su evolución poblacional son:
| Localidad                            | Población 2010 | Población 2020 |
| Total Municipio                      | 9716           | 9579           |
| El Mastranto                         | 283            | 309            |
| El Potrero                           | 340            | 262            |
| Estación Catorce                     | 1180           | 1307           |
| Estación Wadley                      | 567            | 541            |
| Guadalupe del Carnicero (La Maroma)  | 374            | 430            |
| La Cardoncita                        | 363            | 392            |
| Ranchito de Coronados                | 287            | 279            |
| Real de Catorce (Cabecera municipal) | 1394           | 1395           |
| San Antonio de Coronados             | 318            | 391            |
| Santa María del Refugio              | 326            | 307            |
| Tanque de Dolores                    | 296            | 294            |

## Política
El gobierno del municipio de Catorce le corresponde al Ayuntamiento, el ayuntamiento está integrado por el presidente municipal, el síndico y el cabildo formado a su vez por cuatro regidores de mayoría y dos regidores de representación proporcional; todos son electos para un periodo de tres años no reelegibles para el periodo inmediato pero si de manera no continua mediante elección universal, directa y secreta, entrando a ejercer sus cargos el día 1 de enero del año siguiente a su elección.

### Representación legislativa
Para la elección de diputados locales al Congreso de San Luis Potosí y de diputados federales a la Cámara de Diputados, Salinas se encuentra integrado en los siguientes distritos electorales:
Local:
- I Distrito Electoral Local de San Luis Potosí con cabecera en Matehuala.[8]

Federal:
- Distrito electoral federal 1 de San Luis Potosí con cabecera en la ciudad de Matehuala.[9]

### Presidentes municipales
- (1982 - 1985): Virgilio Torres Mendoza
- (1985 - 1988): José Inés Serna Mendoza
- (1988 - 1991): Santiago López Sánchez
- (1991 - 1994): Raúl Coronado Rodríguez
- (1994 - 1997): Sara Rocha Medina
- (1997 - 2000): Héctor Moreno Arriaga
- (2000 - 2003): Teodoro Almaguer Bernal
- (2003 - 2006): Román Castillo Alvarado
- (2006 - 2009): Petra Puente Córdova
- (2009 - 2012): Román Castillo Alvarado
- (2012 - 2015): Héctor Moreno Arriaga
- (2015 - 2018): Francisco Daniel Calderón Coronado
- (2018 - 2021): María Guadalupe Carrillo Rodríguez[10]
- (2021 - 2024): María Guadalupe Carrillo Rodríguez
- (2024 - 2027): Juan Francisco Javier Sandoval Torres